# Czerwone dywany, odmierzony krok
Czerwone dywany, odmierzony krok – zbiór opowiadań fantastycznych Rafała Ziemkiewicza obejmujący opowiadania:
- Źródło bez wody
- Pięknie jest w dolinie
- tytułowe Czerwone dywany, odmierzony krok
- Śpiąca królewna

Wydane nakładem wydawnictwa superNOWA w 1996 roku. Opowiadania są potwierdzeniem pesymistycznej wizji autora co do rozwoju współczesnej cywilizacji, jest to wręcz wizja apokaliptyczna, w której rozpada się znany nam świat, szczególnie Europa w dotychczasowej postaci, następuje kryzys wartości, rozwijają się konflikty narodowościowe i religijne, brak też jasnej wizji wyjścia z kryzysu. Opowiadanie Śpiąca królewna wyróżniono Nagrodą Zajdla za najlepsze opowiadanie roku 1996, a opowiadanie Źródło bez wody było nominowane do tej nagrody w roku 1992.

### Recenczje
- Baczyński Marcin: Szkodliwe wynalazki. Gazeta Wyborcza 1996 nr 288 s. 15
- Chaciński Bartłomiej: Gdy świat zmienia swą postać. Rzeczpospolita 1997 nr 87 s. 25
- Inglot Jacek: Książki pokupne. Odra 1997 nr 2 s. 134-135
- MAK: Nowe Książki 1997 nr 1 s. 17 (nota...)
- Oramus Marek: Koniec dzieciństwa. Fenix 1997 nr 2 s. 185-190
- Parowski Maciej: Kataryniarze. Arcana 1997 nr 4 s. 51-59
- Parowski Maciej: Nieufny i zadufany. Nowa Fantastyka 1997 nr 2 s. 69
- Wieromiejczyk Dariusz: Ponure proroctwa. Życie 1996 nr 37 s. 7